# Rudi Ball
Rudolf Victor Ball, detto Rudi (Berlino, 22 giugno 1911 – Johannesburg, 19 settembre 1975), è stato un hockeista su ghiaccio tedesco.

## Palmarès

### Club
- Campionato tedesco: 6

Berliner SC: 1927-1928, 1928-1929, 1929-1930, 1930-1931, 1931-1932, 1932-1933
- Coppa Spengler: 2

Diavoli Rossoneri: 1934, 1935

### Nazionale

#### Olimpiadi invernali
- Bronzo a Lake Placid 1932 nell'hockey su ghiaccio.

#### Mondiali
- Argento a Chamonix-Vienna-Berlino 1930.